# 加洛韦的德沃尔吉拉
加洛韦的德沃尔吉拉（英語：Dervorguilla of Galloway，？—1290年1月28日），蘇格蘭貴族，加洛韦勳爵艾伦的女兒，母親是亨廷登伯爵大衛之女瑪格麗特。

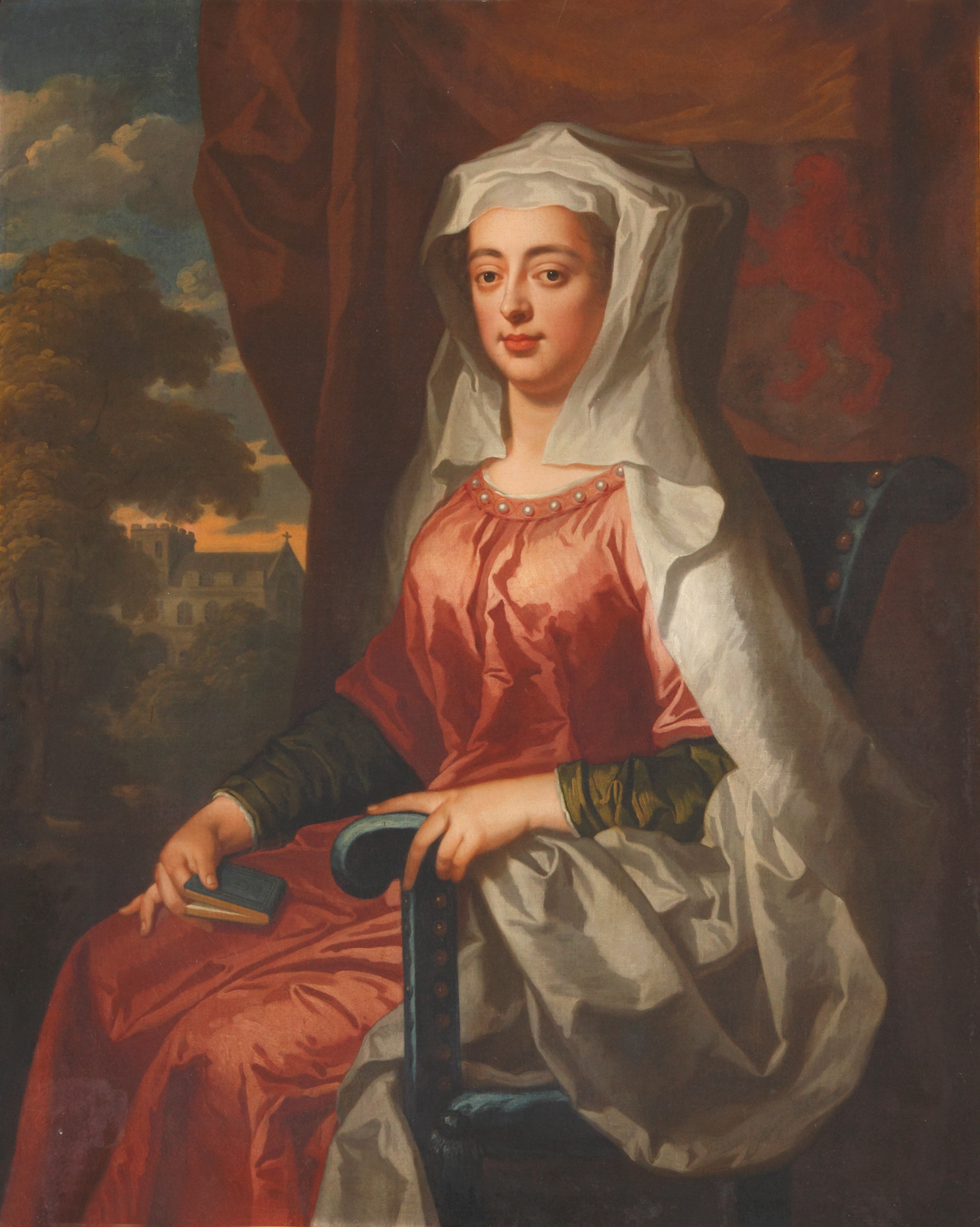

## 家庭
1223年，德沃尔吉拉與约翰一世·德·巴里奥結婚，兩人共有4子5女：
1. 于格
2. 亞歷山大
3. 約翰
4. 艾達
5. 威廉
6. 瑪格麗特
7. 塞西莉
8. 瑪麗
9. 莫德